# Мотольская, Дина Клементьевна
Ди́на Клеме́нтьевна (Ка́лмановна) Мото́льская (11 (31) декабря 1907, Баку, Российская империя — 25 мая 2005 года, Санкт-Петербург) — советский, российский литературовед, педагог.
Автор работ по истории и теории литературы (в том числе «Истории русской литературы» (т. 3. М., 1946), один из авторов школьного учебника русской литературы (II пол. XIX в.), выдержавшего 20 изданий (1968—1981). Депутат Ленсовета.

## Биография

Д. Мотольская в 1927 году.

Родилась в семье Калмана Лейбовича Мотольского (1881, Пинск — 1908) и Софьи Моисеевны (Гитли Мовшевны) Берлин (1881, Рудня Могилёвской губернии — ?). Родители Д. К. Мотольской участвовали в социал-демократическом движении. Мать хорошо знала Л. Троцкого. После смерти отца семья переехала в Белоруссию, там встретили Первую мировую войну, а на Украине — революцию. В конце 1920 года переехали в Петроград.
В Петрограде училась в Единой трудовой школе, бывшей гимназии А. А. Оболенской. В 1925 году поступила на факультет русского языка и литературы в Педагогический институт им. А. И. Герцена, окончила его в 1929 году.
С 1934 года стала аспиранткой кафедры русской литературы. Её научным руководителем был проф. Василий Алексеевич Десницкий (известный педагог, революционер, близко знавший В. Ленина, друживший с М. Горьким, член редколлегии газеты «Новая жизнь»); он называл Д. К. Мотольскую «дитя моего сердца». В 1939 году защитила диссертацию по творчеству М. В. Ломоносова.
В 1939 году беспартийную Д. К. Мотольскую выбрали депутатом Ленсовета.
В 1930-е годы работала в ряде вузов Ленинграда: ЛГПИ, Ленинградском государственном театральном институте, Коммунистическом институте журналистики, Институте усовершенствования учителей.
В феврале 1942 года Д. К. Мотольская эвакуировалась на Урал, оказалась в Молотовской области, в селе Ильинском Пермско-Ильинского района, где работала заведующей районным педагогическим кабинетом. Была приглашена работать в Молотовский (Пермский) университет деканом историко-филологического факультета Б. П. Городецким и и. о. ректора Р. В. Мерцлиным. Она проработала на историко-филологическом факультете университета до августа 1944 года.
По окончании войны вернувшись в Ленинград, работала в ЛГПИ до 1982 года в качестве преподавателя кафедры русской литературы.

## Научно-образовательная деятельность
Работая во время эвакуации на историко-филологическом факультете Молотовского университета, она оставила глубокий след в памяти студентов:

Искрящийся ум Д. К. Мотольской, ее семинары были подлинной кузницей творческой мысли.

«Страстное, поэтическое слово замечательного ленинградского пушкиниста» запомнилось многим студентам университета тех лет.
В ЛГГУ им. А. И. Герцена стала учителем нескольких поколений филологов. Именно её лекцией по «Введению в литературоведение» всегда начинались занятия на I курсе. В 1960-е и 1970-е годы являлась «олицетворением свободолюбивой, гуманистической мысли».
Оказала большое влияние на формирование многих учителей-словесников.

## Основные работы
- Исторический обзор методики преподавания литературы в дореволюционной школе // Учёные записки Лен. гос. пед. ин-та им. А. И. Герцена. Т.II. Вып. 1. 1936.
- Пётр I в поэзии XVIII века // Учёные записки Лен. гос. пед. ин-та им. А. И. Герцена, т. XIV, 1938.
- Борьба за стиль // Звезда. 1937, № 9 (о книге И. Виноградова).
- М. В. Ломоносов // Ленинград. 1940. № 7-8.
- М. В. Ломоносов // История русской литературы. Изд. АН СССР. Т. III. 1941.
- В. К. Тредиаковский // История русской литературы. Учебник для вузов. Т. I. Ч. 2. Учпедгиз, 1941.
- М. В. Ломоносов // История русской литературы. Учебник для вузов. Т. I. Ч. 2. Учпедгиз, 1941.
- Н. П. Николев // История русской литературы. Изд. АН СССР. Т. IV. 1947.
- Воспитание идейности на уроках литературы // Учёные записки Лен. гос. пед. ин-та им. А. И. Герцена. Т. 63. 1948.
- Рец. на кн. Д. Д. Благого "Русская литература XVIII века // Звезда. 1946, № 12.
- Добролюбов — критик. Предисловие к книге: "Н. А. Добролюбов. Избранные произведения. Лениздат, 1951.
- Книга о Добролюбове. Рец. на кн. В. Жданова «Добролюбов // Звезда. 1952. № 5.
- Герцен — писатель. Послесловие и комментарий в кн. „А. И. Герцен. Избранные произведения“, Лениздат, 1954.
- Формирование историко-литературных взглядов Н. Г. Чернышевского // Ученые записки Лен. Гос. Пед. Ин-та им. А. И. Герцена, т. 120, 1955.
- Книга о романах Н. Г. Чернышевского» (о кн. Г. Тамарченко «Романы Чернышевского») // Звезда. 1955, № 10.
- Эстетическое воспитание учащихся на уроках литературы // Учёные записки Лен. гос. пед. ин-та им. А. И. Герцена. Т. 114. 1956.
- Вопросы истории литературы в рецензиях Н. Г. Чернышевского 1853—1854 гг. // Учёные записки Лен. гос. пед. ин-та им. А. И. Герцена. Т. 134, 1957.
- Изучение композиции литературного произведения // Изучение мастерства писателей в школе. Учпедгиз, 1957.
- Мотольская Д. К., Соболев П. В. Из опыта практических занятий по курсу «Введение в литературоведение» // Учёные записки Лен. гос. пед. ин-та им. А. И. Герцена. 155, 1959.
- «Автобиография» Н. Г. Чернышевского и её истоки // Учёные записки Лен. гос. пед. ин-та им. А. И. Герцена. Т. 198, 1959.
- Высказывания писателей о литературе и их значение для формирования эстетических взглядов учащихся // Эстетическое воспитание в школе. Учпедгиз, 1962.
- Работа Н. Г. Чернышевского над анненковскими "Материалами для биографии А. С. Пушкина // Учёные записки Лен. гос. пед. ин-та им. А. И. Герцена. Т. 210, 1963.
- Н. Г. Чернышевский — историк русской журналистики конца 20 -х — начала 30-х годов XIX в. // Учёные записки Лен. гос. пед. ин-та им. А. И. Герцена. Т. 309. 1966.
- Проблема традиций в историко-литературной концепции Н. Г. Чернышевского // Межвузовская конференция литературоведов, посвященная 50-летию Октября. Л., 1967.
- На рубеже 20-х — 30-х годов. В. А. Десницкий — ученый и педагог // Учёные записки Лен. гос. пед. ин-та им. А. И. Герцена. Т. 381, 1971.
- Мотольская Д. К., Соколова К. И. К вопросу о композиции лирического стихотворения (на материале лирики А. С. Пушкина 1830-х годов // Учёные записки Лен. гос. пед. ин-та им. А. И. Герцена. Т. 414, 1971.
- Качурин М. Г., Мотольская Д. К., Шнеерсон М. А. Русская литература. Учебное пособие для 9 кл. средней школы / Под. ред. Б. И. Бурсова. М.: Просвещение, 1968. (Д. К. написаны главы: «Н. Г. Чернышевский», «Ф. И. Тютчев» и «Заключение»). Этот учебник переиздавался 20 раз. Последнее издание вышло в 1990 году.
- Бурсов Б. И., Качурин М. Г, Мотольская Д. К., Шнеерсон М. А. Методическое руководство к учебнику по литературе для 9 класса. М., «Просвещение» 1978 (переиздавалось в 1979 и 1980 г).
- Общая судьба // Книга живых. Воспоминания евреев-фронтовиков, узников гетто и концлагерей, бойцов партизанских отрядов, жителей блокадного Ленинграда. СПб.: Акрополь, 1995.
- Поражала неожиданность его суждений… // Человек в потоке времени. Проф. Я. С. Билинкис. СПб.: изд. РГПУ им. А. И. Герцена, 2003.